# Aeroklub Polski w Poznaniu

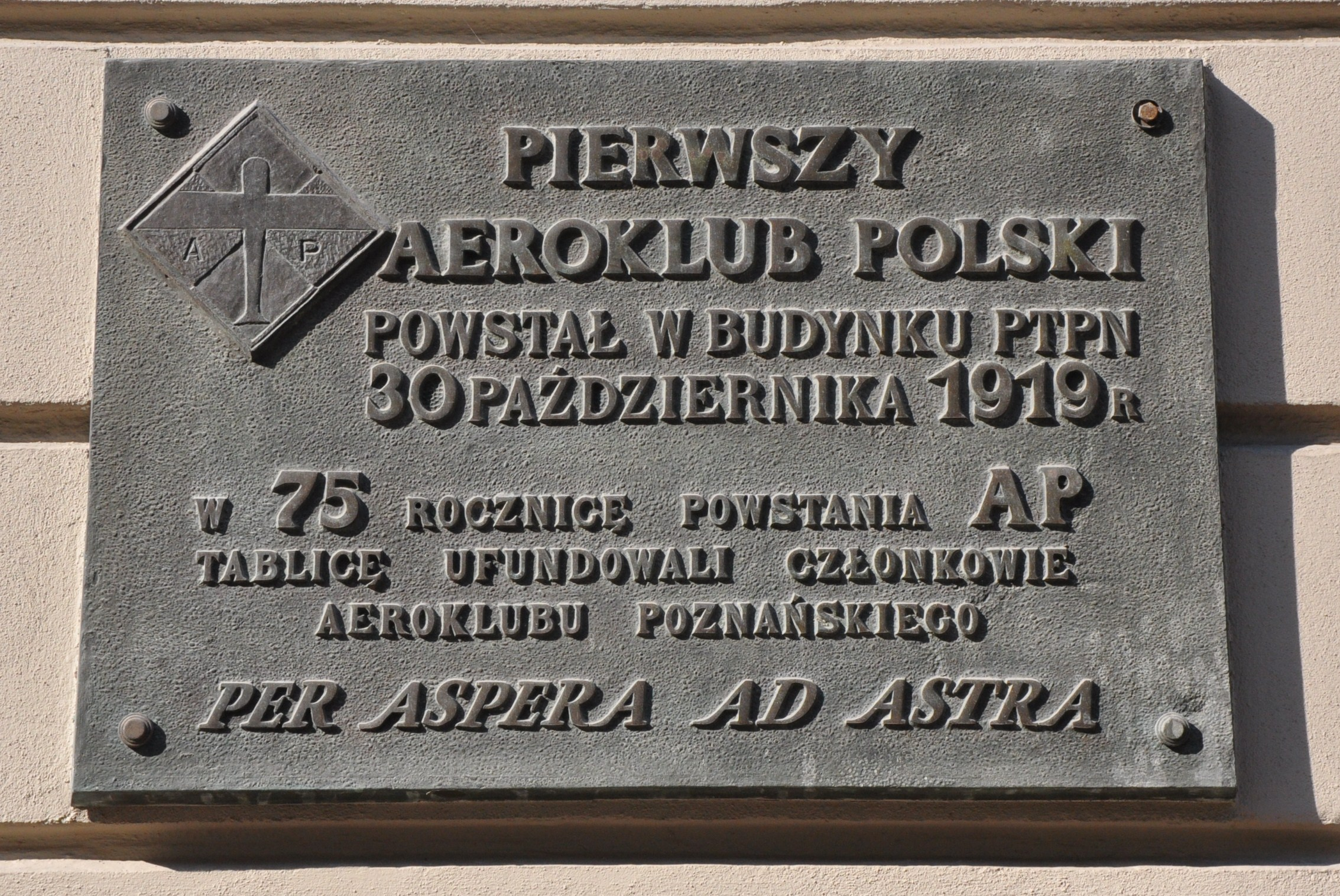
Tablica na budynku PTPN upamiętniająca powstanie Aeroklubu Polskiego w Poznaniu

Aeroklub Polski w Poznaniu — pierwsza w Polsce formalno-prawna organizacja polskich lotników sportowych. Powstał z inicjatywy członków redakcji wychodzącego w Poznaniu (od 1 września 1919) czasopisma lotniczego „Polska Flota Napowietrzna".
Zebranie organizacyjne Aeroklubu Polskiego w Poznaniu odbyło się w dniu 30 października 1919 roku na którym zatwierdzono statut organizacji i wybrano zarząd aeroklubu, którego prezesem został Prezydent miasta Poznania Jarogniew Drwęski. Na początku 1920 roku Aeroklub Polski w Poznaniu przyjęty został do Międzynarodowej Federacji Lotniczej (FAI) jako członek reprezentujący w niej polskie lotnictwo sportowe. W roku 1921 Aeroklub Polski w Poznaniu oraz powstały w połowie 1920 roku Aeroklub Polski w Warszawie wspólnie utworzyły ogólnopolską organizację sportu lotniczego pod nazwą Aeroklub Rzeczypospolitej Polskiej. Działalność Aeroklubu Polskiego w Poznaniu zakończyła się w roku 1923 z chwilą utworzenia w Polsce ogólnokrajowej organizacji Liga Obrony Powietrznej Państwa (LOPP).